# Trent Alexander-Arnold
Trent John Alexander-Arnold (* 7. Oktober 1998 in Liverpool) ist ein englischer Fußballspieler auf der Position des rechten Außenverteidigers.
Seit Juni 2025 steht er bei Real Madrid unter Vertrag. Außerdem spielt er seit 2018 für die englische Fußballnationalmannschaft.

## Kindheit
Alexander-Arnold, der einen jüngeren und einen älteren Bruder hat, stammt aus West Derby, einem Vorort Liverpools. Dort besuchte er die St Matthew's Catholic Primary School und später das St Mary's College in Crosby sowie die Rainhill High School, welche mit dem FC Liverpool kooperiert. Als Sechsjähriger wurde er mit einigen Mitschülern per Losentscheid zu einem Camp jenes Vereins eingeladen, wo er dem Jugendtrainer Ian Barrigan positiv auffiel. Nach Einwilligung seitens seiner alleinerziehenden Mutter durfte der junge Trent der Nachwuchsakademie der Reds beitreten und absolvierte parallel zu seiner schulischen Ausbildung zwischen zwei und drei Trainingseinheiten pro Woche.

## Vereinskarriere

### Jugend des FC Liverpools
Unter Pepijn Lijnders, der seinen Spieler vom offensiven Flügelspieler zum Außenverteidiger umschulte, war Alexander-Arnold Mannschaftskapitän der U16 und U18 Liverpools. Aufgrund einer guten Entwicklung durfte der 16-Jährige die Vorbereitung auf die Saison 2015/16 mit der ersten Herrenmannschaft absolvieren und wurde auch im letzten Testspiel eingesetzt.

### FC Liverpool

#### Anfänge (2016/17, 2017/18)
Zur Saison 2016/17 rückte Alexander-Arnold in den Profi-Kader des FC Liverpools auf. Sein Premier League Debüt feierte er am 14. Dezember 2016 beim 3:0-Auswärtssieg gegen den FC Middlesbrough, bei welchem er für die letzten Spielminuten eingewechselt wurde. Zum ersten Mal in der Startelf stand Alexander-Arnold einen Monat später am 15. Januar 2017 beim 1:1-Unentschieden gegen Manchester United im Old Trafford. Im weiteren Verlauf der Spielzeit kam Alexander-Arnold vereinzelt immer wieder zu Kurzeinsätzen. Am Ende der Saison stand Liverpool auf dem vierten Tabellenplatz und sicherte sich so die Teilnahme an den Playoffs zur UEFA Champions League 2017/18. In den darauf folgenden Qualifikationsspielen gegen die TSG Hoffenheim erzielte Alexander-Arnold im Hinspiel am 15. August 2017 sein erstes Tor im Trikot der „Reds“.
Als Ersatz für den Stammrechtsverteidiger Nathaniel Clyne bekam der mittlerweile 19-Jährige in der Vorbereitung auf die Spielzeit 2017/18 von Trainer Jürgen Klopp das Vertrauen ausgesprochen und konnte sich im weiteren Verlauf auf dieser Position etablieren. In insgesamt 19 von 38 möglichen Ligapartien kam Alexander-Arnold zum Einsatz, davon in 18 von Beginn an. Er erzielte dabei jeweils ein Tor und eine Vorlage. Liverpool beendete die Saison in der heimischen Liga, wie in der vorherigen Saison, auf dem vierten Tabellenplatz. Auch in der Champions League fand er zunehmend Berücksichtigung und kam in zehn Spielen zu einem Treffer. Im Finale gegen Real Madrid in Kiew, welches mit 1:3 verloren ging, spielte Alexander-Arnold über die vollen 90 Minuten. Darüber hinaus erfolgte im Anschluss an die Saison eine Nominierung für den Golden Boy.

#### Champions-League-Sieger und englischer Meister (2018/19, 2019/20)
Zwischen Sommer 2018 und Frühjahr 2019 gelangen Alexander-Arnold im von Klopp geförderten, schnellen Umschaltspiel 16 Torvorlagen, davon 12 in der Premier League, womit er einen neuen Guinness-Rekord für Abwehrspieler aufstellte; auch sein Partner auf Links, Andrew Robertson, hatte mit 13 Assists in allen Wettbewerben glänzen können. Das Magazin 11 Freunde verglich die schnellen Bewegungen beider Spieler in einem Ligaspiel gegen Man City, das mit 3:1 endete, mit einer „Flutwelle“ und lobte deren für Abwehrspieler genaue und weite Pässe sowie Flanken. In der Königsklasse schafften es Alexander-Arnold und sein Team im zweiten Jahr in Folge, bis ins Finale vorzustoßen und diesmal war man im rein englischen Duell mit Tottenham Hotspur erfolgreich. Alexander-Arnold war Stammspieler im Turnier und kam im Finale über die gesamte Spieldauer zum Einsatz.
Auch in seiner dritten Profisaison konnte sich der Abwehrspieler gegen Clyne und die Jungspieler Neco Williams und Ki-Jana Hoever auf der rechten Außenbahn behaupten. Er übertraf seinen Assistrekord in der Liga um eine weitere Vorlage, verlor mit der Mannschaft von 56 Pflichtspielen lediglich neun und stand mit ihr bereits sieben Spieltage vor Schluss als Landesmeister fest.

### Real Madrid
Nachdem Alexander-Arnold am 5. Mai 2025 angekündigt hatte, den FC Liverpool nach 20 Jahren zu verlassen, wurde am 30. Mai 2025 sein Wechsel zu Real Madrid verkündet. Real zahlte, obwohl Alexander-Arnolds Vertrag am 30. Juni 2025 ausgelaufen wäre, eine Ablöse von zehn Millionen Euro an den FC Liverpool, damit er Real bereits bei der FIFA-Klub-Weltmeisterschaft 2025 in den USA zur Verfügung steht. Im Rahmen dieser feierte er beim 1:1 gegen Al Hilal sein Debüt im Trikot der „königlichen“.

## Nationalmannschaft

### Juniorenauswahl
Seit seinem Debüt in der englischen U16-Nationalmannschaft durchlief Alexander-Arnold alle Jugendauswahlen bis zur U19. Obwohl er alle Qualifikationsspiele zur U19-Europameisterschaft in Georgien absolviert hatte, wurde er von Nationaltrainer Keith Downing nicht für die Endrunde nominiert, aus der die Engländer später als Sieger hervorgingen.

### A-Nationalmannschaft

#### WM 2018
Alexander-Arnold wäre auch für die Nationalmannschaft der USA spielberechtigt gewesen, doch am 28. Juni 2018 wurde er bei der Weltmeisterschaft 2018 im Spiel gegen Belgien bei seinem Pflichtspiel-Debüt für die englische A-Nationalmannschaft in der 79. Minute eingewechselt und ist seitdem nur noch für England spielberechtigt. Es war sein einziger Einsatz bei dieser WM.

#### EM 2021
Die Europameisterschaft 2021 verpasste Alexander-Arnold, da er sich in einem Testspiel gegen Österreich acht Tage vor Turnierbeginn verletzte. England wurde Vize-Europameister.

#### WM 2022
Im Jahr 2022 wurde Alexander-Arnold in den englischen Kader für die Fußball-WM in Katar berufen. Er kam lediglich im dritten Gruppenspiel gegen Wales als Einwechselspieler zum Einsatz. England schied im Viertelfinale aus.

#### EM 2024
Bei der Europameisterschaft 2024 erzielte er im Elfmeterschießen den entscheidenden Matchball zum Erreichen des Halbfinales.

## Titel
International
- Champions-League-Sieger: 2019
- Klub-Weltmeister: 2019
- UEFA-Super-Cup-Sieger: 2019

England
- Meister (2): 2020, 2025
- Pokalsieger: 2022
- Ligapokalsieger (2): 2022, 2024
- Supercupsieger: 2022

Persönliche Auszeichnungen
- UEFA Team of the Year: 2019
- Nominierung für den Ballon d’Or: 2019 (19. Platz), 2022 (22.)
- Nominierung für die Kopa-Trophäe: 2018 (6. Platz)